# Pelonomus pubescens
Pelonomus pubescens is een keversoort uit de familie ruighaarkevers (Dryopidae). De wetenschappelijke naam van de soort werd in 1837 gepubliceerd door Charles Emile Blanchard.